# Javier Hernanz
Javier Hernanz Agüería (Arriondas, 1 de febrero de 1983) es un deportista y dirigente deportivo español que compitió en piragüismo en las modalidades de aguas tranquilas y maratón.
Ganó una medalla de bronce en el Campeonato Mundial de Piragüismo de 2018 y cinco medallas en el Campeonato Europeo de Piragüismo entre los años 2004 y 2018.
En la modalidad de maratón, obtuvo una medalla de plata en el Campeonato Mundial de 2003, en la prueba de K2.
Participó en dos Juegos Olímpicos de Verano, en los años 2004 y 2016, obteniendo el quinto lugar en Río de Janeiro 2016, en la prueba de K4 1000 m.
Trabajó como agente de la Policía Nacional en la Comisaría de Gijón.
Estudió Derecho en la Universidad Católica San Antonio (UCAM) de Murcia. En noviembre de 2021 fue elegido presidente de la Real Federación Española de Piragüismo.

## Palmarés internacional

### Piragüismo en aguas tranquilas
| Campeonato Mundial | Campeonato Mundial          | Campeonato Mundial | Campeonato Mundial |
| Año                | Lugar                       | Medalla            | Competición        |
| ------------------ | --------------------------- | ------------------ | ------------------ |
| 2018               | Montemor-o-Velho (Portugal) | Medalla de bronce  | K1 5000 m          |
| Campeonato Europeo |                             |                    |                    |
| Año                | Lugar                       | Medalla            | Competición        |
| 2004               | Poznań (Polonia)            | Medalla de plata   | K2 1000 m          |
| 2006               | Račice (República Checa)    | Medalla de bronce  | K2 1000 m          |
| 2008               | Milán (Italia)              | Medalla de plata   | K2 1000 m          |
| 2015               | Račice (República Checa)    | Medalla de bronce  | K4 1000 m          |
| 2018               | Belgrado (Serbia)           | Medalla de bronce  | K4 1000 m          |

### Piragüismo en maratón
| Campeonato Mundial | Campeonato Mundial  | Campeonato Mundial | Campeonato Mundial |
| Año                | Lugar               | Medalla            | Competición        |
| ------------------ | ------------------- | ------------------ | ------------------ |
| 2003               | Valladolid (España) | Medalla de plata   | K2                 |